# 湘南爆走族
《湘南爆走族》是由吉田聰創作的飆車族漫畫，1982年至1987年間於《少年画報社》上連載，簡稱為「湘爆」，後來改編成OVA與電影。

## 概要
舞台在神奈川県的湘南海岸，是其第2代領導者江口洋助與以飆車族活動為主的「湘南爆走族」等5人，與其他飆車族（如：地獄の軍團等）的故事，描繪友情與戀愛等的漫畫。
只有主角江口一人的舞台其實不多，反而是較為著重於描述其他配角與對手的個性上，這是本作品的特色。因此可以看到個別人物的故事，也可以把每個人當成個別的故事主角來看待。
如今，這部作品已經被視為飆車族動畫的始祖。

## 登場人物
括號内為OVA等的聲優。

### 湘南爆走族
江口 洋助（第1作：翔；第2作以後：鹽澤兼人；CV版：緑川光）
湘南爆走族第二代領導。
石川 晃（第1作：鹽澤兼人；第2作以後：山口健）
湘南爆走族親衛隊長。
丸川 角児（佐藤正治）
湘南爆走族特攻隊長。
原沢 良美（郷里大輔）
湘南爆走族領導的補佐。
桜井 信二（第1作：山口健；第2作以後：目黒光祐）
湘南爆走族其中一員。

### 波打際高校手藝部
津山 有希子（鶴弘美）
波打際高校手藝部副部長。
三好 民子（富澤美智惠）
波打際高校手藝部員。
嶋田 小枝（日文：こずえ）（第7作：西原久美子；第12作：藤野朋子）
手藝部部員。
大久保 春子（第4,7作：上村典子；第12作：大塚瑞惠）
手藝部部員。
千葉ちゃん
手藝部部員。

### 波打際高校學生
小泉 洋市（第4,7作：龍田直樹；第12作：里内信夫）
波打際高校生徒会長。
俵 伸一（阪口大助）

飯村 冴子（萩森侚子）
学級委員長。
品川と川崎

箕輪

大谷 春治

### 波打際高校教職員
向田 正平（田中和実；CV版：川津泰彦）
波打際高校的教師，生活指導主任。
徳竹 俊二（第7,11作：平野正人；第12作：風間信彦）
波打際高校的教師。
白鳥（小林通孝）
波打際高校的教師。
大仏（第7作：安西正弘；第12作：川津泰彦）

毒島（ぶすじま）一発

### 湘南爆走族OB・OG
茂岡 義重（第1作：嵐ヨシユキ；第2作：よしださとし；第4-7作：西村知道；第8-11作：玄田哲章；第12作：岸野幸正；CV版：麻生智久）
湘南爆走族OB。初代湘爆親衛隊長。
桃山 馬可（第8作：佐佐木優子；第12作：藤卷惠理子；CV版：庄司宇芽香）
湘南爆走族初代領導。
芳木 幸介（小林通孝）
大橋 数基（銀河万丈）
波打際高校出身。
山田 和夫（田中和実）
波頭高校中途退學。

### 地獄的軍團
権田 二毛作（屋良有作）
愛車是RZ350（初期型），地獄的軍團、總長。
小野寺トシユキ（曽我部和恭）和香山猛（沢木郁也）、江藤都志子（冨永みーな）

横須賀
真紫 準（銀河万丈）

雅 （ヨーコ）（戶田惠子）

## 外部連結
- 湘南爆走族 - allcinema
- 湘南爆走族 - KINENOTE